# نادي بوشبكس
نادي بوشبكس (بالإنجليزية: Bush Bucks F.C.)‏ هو نادي كرة قدم جنوب أفريقي تأسس في 1957، ويلعب في دوري جنوب أفريقيا لكرة القدم ‏.